# Rafina

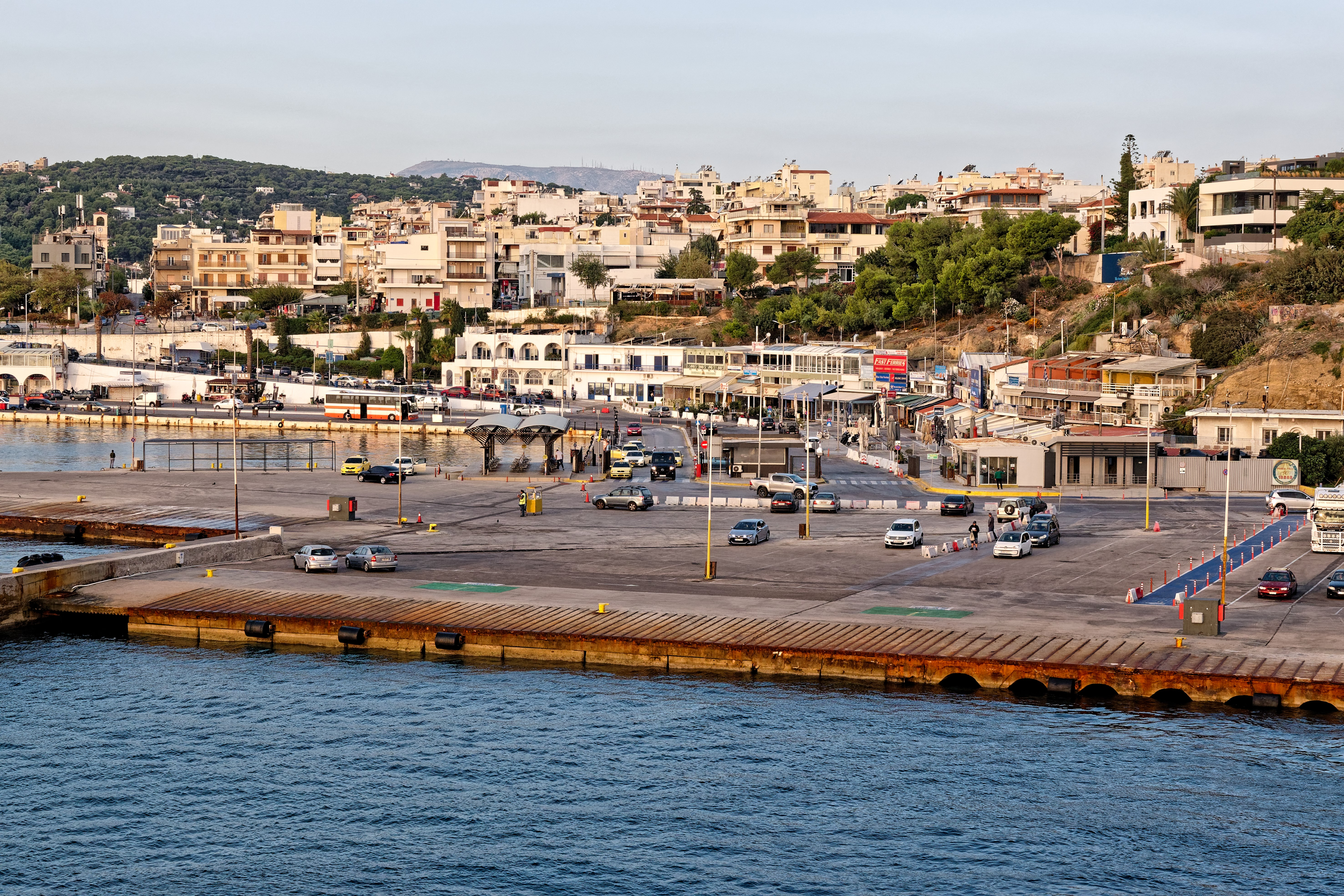
Blick auf Rafina (2023).

Rafina (griechisch Ραφήνα) ist eine Kleinstadt in der griechischen Region Attika. Bis 2010 bildete sie eine selbstständige Gemeinde, ab 1994 als Stadtgemeinde (dimos), die zum 1. Januar 2011 mit dem westlich benachbarten Pikermi zur Gemeinde Rafina-Pikermi zusammengeschlossen wurde, wo sie seither einen Gemeindebezirk bildet und die Gemeindeverwaltung beherbergt.

## Geographie

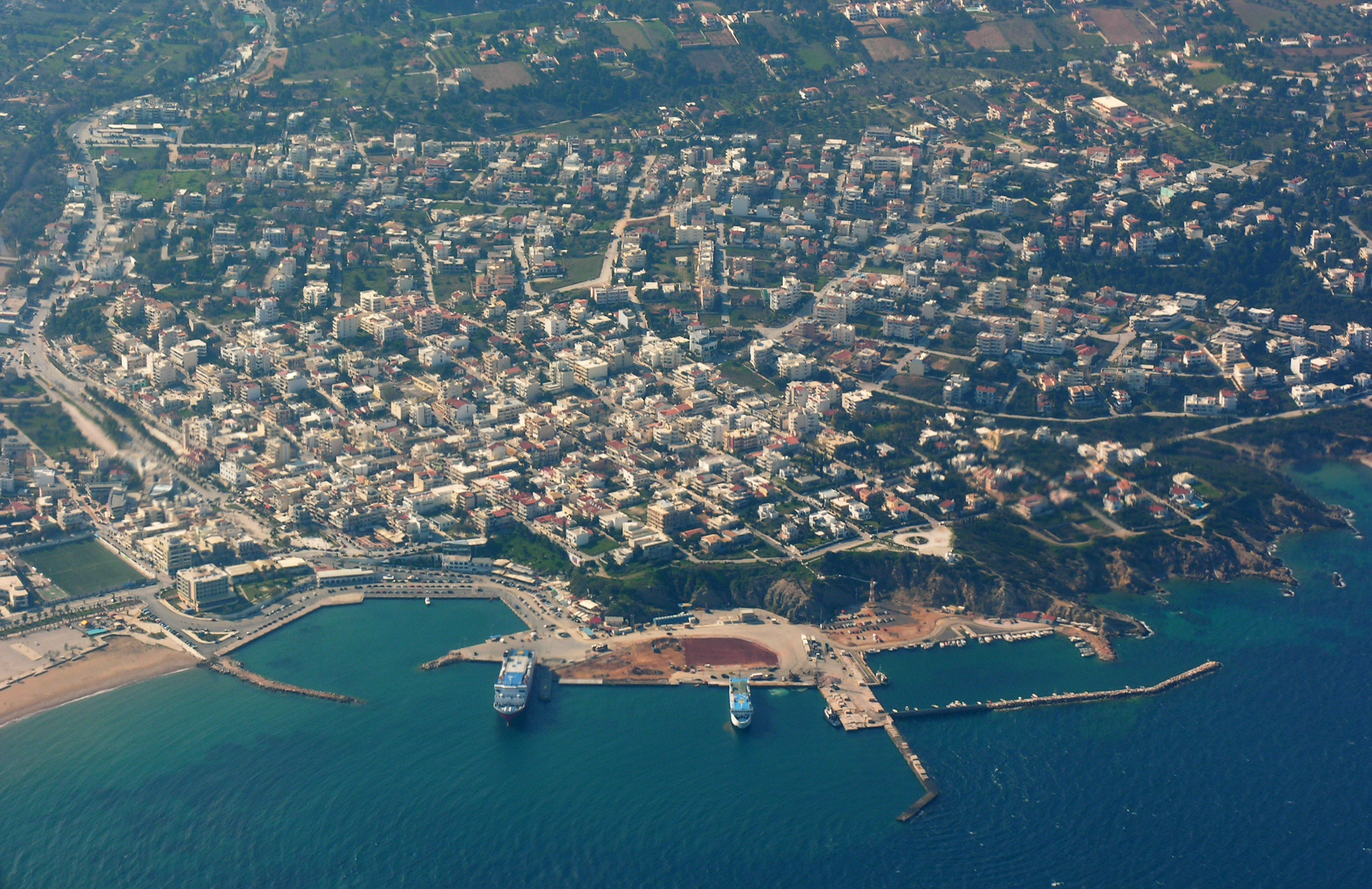
Der Hafen von Rafina

Rafina liegt an der Ostküste der Halbinsel Attika; die Stadt Rafina selbst liegt unmittelbar am Ägäischen Meer. Westlich von Rafina erhebt sich das Pendeli-Bergmassiv, und südwestlich erstreckt sich die Ebene Mesogea Attikis. Westlich fließt auch der attische Kifissos-Fluss. Das Stadtzentrum von Athen liegt 30 km westlich von Rafina, die südliche Nachbargemeinde ist Artemida (Loutsa) und die nördliche Nea Makri. Südsüdwestlich von Rafina befindet sich der internationale Flughafen von Athen.
Rafina umfasst neben der gleichnamigen Küstenkleinstadt deren Umgebung, welche vorwiegend aus Wald und landwirtschaftlich genutzter Fläche besteht. Die kleine Siedlung Kallitechnoupolis (928 Einwohner) gehört ebenfalls zum Gemeindebezirk Rafina. Die drei Siedlungen, welche zu Rafina gehören, sind neben der Kleinstadt Rafina selbst Agia Kyriaki, Agia Triada und Agios Georgios.

## Geschichte
Die ältesten Funde in Rafina befinden sich eineinhalb Kilometer südlich des Hafens auf der Halbinsel Askitario, südlich des Strands von Marikes. Hier führte der Archäologe Demetrios Theocharis 1954–1955 Ausgrabungen durch. Er entdeckte Gebäude aus dem 3. Jahrt. v. Chr. und stellte 3 Bauphasen fest, die als Askitario I, II und III bezeichnet werden. Von Askitario I, das in das Frühhelladikum (FH) I datiert, und Askitario II, das ins frühe FH II fällt, sind nur Gebäudereste erhalten. Während Askitario III (mittleres FH II) war die Halbinsel durch eine etwa 100 Meter lange Mauer zum Festland hin abgesichert. Theocharis fand acht zusammenhängende und ein einzelnes Gebäude aus dieser Zeit. Die Siedlung wurde wohl vor Ende FH II verlassen. Kurz danach entstand auf dem Hügel oberhalb des Hafens von Rafina eine neue Siedlung, die in zwei Phasen, Raphina I und II, eingeteilt wird. Raphina I datiert ins späte FH II und Raphina II in FH III. Am Strand fand man eine metallverarbeitende Werkstatt, die älter ist als Raphina I. Raphina I war durch eine Mauer befestigt. In Raphina II konnten Opferlöcher, sogenannte Bothroi, nachgewiesen werden.
Zur Zeit der mykenischen Kultur bis etwa 1200 v. Chr. soll sich auf dem Gebiet der heutigen Gemeinde Rafina eine mykenische Siedlung befunden haben. In der Antike lag hier der attische Demos Araphen, der zur Küsten-Trittye der Phyle Aigeis gehörte. Aus Araphen bildete sich der heutige Name Rafina. An der Straße nach Pikermi, etwa ein Kilometer vom Hafen entfernt, fand man spätrömische Gebäude und ein Bad.
Der britische Griechenlandreisende William Martin Leake berichtete Anfang des 19. Jahrhunderts, dass auf dem Gebiet der heutigen Gemeinde Rafina ein kleiner Weiler gleichen Namens bestand. Dieser gehörte zum Kloster Petraki bzw. Asomato.
Die Kleinstadt Rafina wurde in den 1920er Jahren durch griechische Flüchtlinge aus Anatolien nach dem Ende des Griechisch-Türkischen Krieges von 1919 bis 1922 mit der ihn beendenden griechischen Niederlage gegründet. Die Flüchtlinge mussten ihre angestammte Heimat im Rahmen eines sogenannten Bevölkerungsaustausches infolge des Friedensvertrages von Lausanne von 1923 verlassen und siedelten sich auf dem Gebiet der heutigen Gemeinde Rafina an. Die meisten Flüchtlinge stammten aus der heutigen türkischen Stadt Tirilye (griechische Bezeichnung: Triglia). Vor der Ansiedlung der kleinasiatischen Flüchtlinge bestand auf dem Gebiet von Rafina ein arvanitisches Dorf.
Ende April 1941 wurde Rafina wie das übrige Gebiet der Region Attika einschließlich Athens durch deutsche Truppen im Rahmen des Unternehmens Marita im Zweiten Weltkrieg erobert. Zuvor (25. und 26. April 1941) verließ das britisch-australisch-neuseeländische Expeditionskorps auch über den Hafen von Rafina das griechische Festland vor den vorrückenden deutschen Truppen und wurde nach Kreta sowie nach Ägypten evakuiert. In der nachfolgenden Besatzungszeit bis Oktober 1944 hielten deutsche Truppen Rafina wie das übrige Attika besetzt. Auf dem Gebiet von Rafina nördlich der heutigen Kleinstadt sollte während der deutschen Besatzungszeit eine Exekution als Vergeltungsmaßnahme für die Ermordung des Stadtkommandanten stattfinden. Allerdings wurde die Exekution verhindert. Nach dem Ende des Zweiten Weltkriegs wurde an der Stelle der geplanten Exekution die Kapelle des Heiligen Nikolaus (Agios Nikolaos) im Gedenken an dieses Ereignis errichtet.
Bis in die 1970er Jahre hinein war das Gebiet der Gemeinde Rafina ländlich geprägt; durch umfangreiche Bautätigkeit wuchs die Einwohnerzahl rapide und die heute existierende Kleinstadt entstand.
Am 28. Juli 2005 bedrohte eines in den Morgenstunden entstandenes Feuer in den Hügeln südwestlich von Rafina im Verlaufe des Vormittages die Kleinstadt. Die Siedlung Kallitechnoupoli der Gemeinde Rafina wurde durch das Feuer in Mitleidenschaft gezogen – mehrere Häuser fielen den Flammen zum Opfer. Unter massivem Einsatz der Feuerwehren aus der Verwaltungsregion Attika konnte ein Übergreifen des Feuers auf die Kleinstadt verhindert und das Feuer gelöscht werden. Während der Brandbekämpfung war die Evakuierung von Einwohnern Rafinas erforderlich; auch die Hauptstraße nach Athen, Leoforos Marathon, wurde gesperrt.

## Bevölkerung
Der überwiegende Teil der Einwohnerschaft der Gemeinde Rafina lebte zum Zeitpunkt der Volkszählung 2011 in der gleichnamigen Kleinstadt. Lediglich einige Hundert Einwohner verteilten sich auf die anderen zur Gemeinde Rafina zugehörigen Ortschaften.
| Jahr | Einwohner Kleinstadt | Änderung absolut | Änderung relativ | Einwohner Gemeinde | Bevölkerungsdichte | Änderung absolut | Änderung relativ |
| ---- | -------------------- | ---------------- | ---------------- | ------------------ | ------------------ | ---------------- | ---------------- |
| 1981 | 4994                 | -                | -                | -                  | -                  | -                |                  |
| 1991 | 8282                 | +3288            | +65,84 %         | 8611               | 453,7/km²          | -                | -                |
| 2001 | 11.352               | +3070            | +37,07 %         | 11.909             | 627,5/km²          | +3298            | +38,30 %         |

Der ehemalige griechische Ministerpräsident Kostas Karamanlis hat seinen Wohnsitz in Rafina.

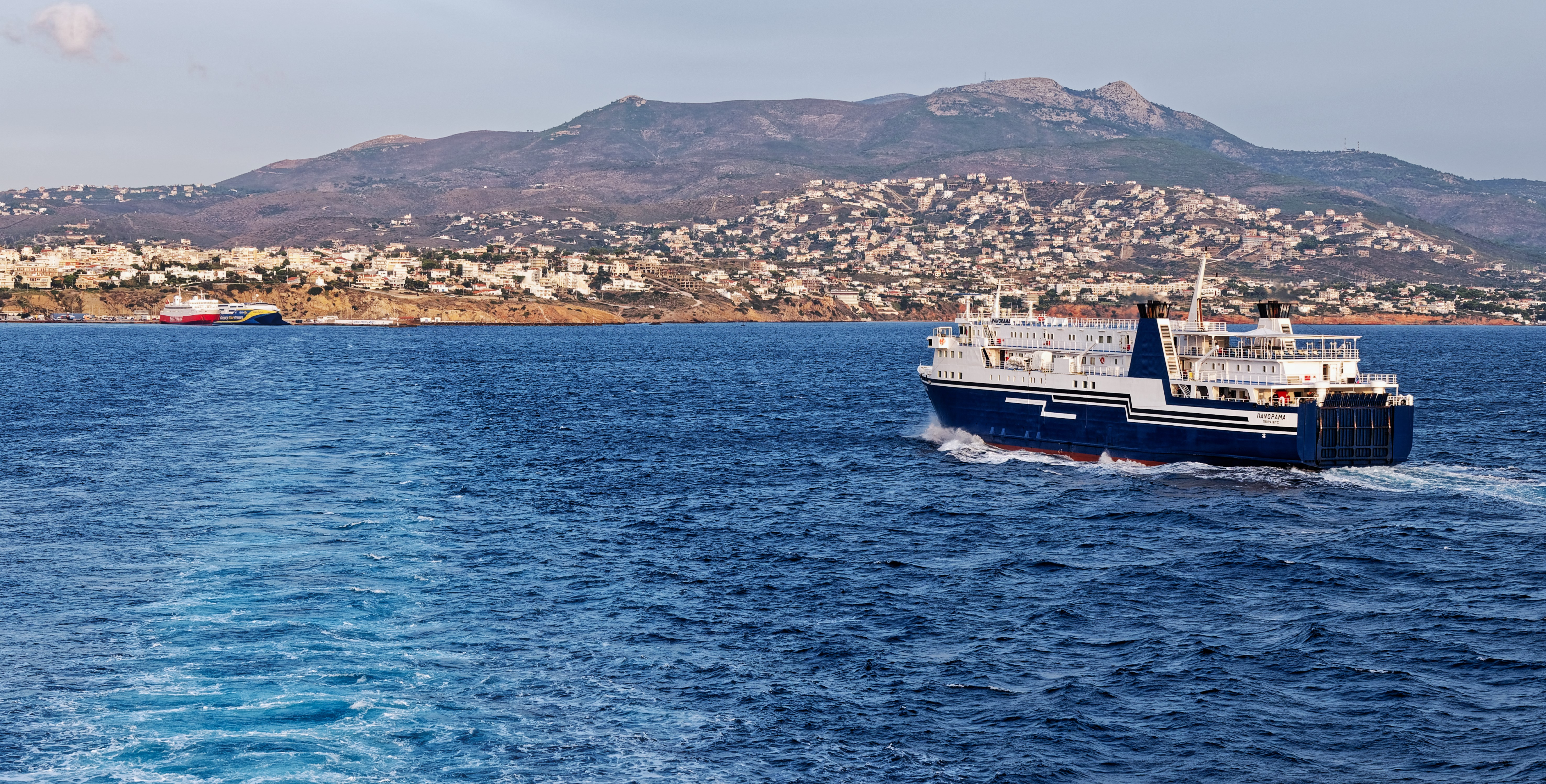
Rafina ist der zweitwichtigste Fährhafen in Attika.

## Verkehr und Infrastruktur
Aufgrund seiner Küstenlage verfügt Rafina über einen Hafen. Dieser ist nach dem Hafen von Piräus der zweitwichtigste Fährhafen in Attika mit vielen Fährverbindungen auf die Kykladen-Inseln und die Insel Euböa. Rafina verfügt über eine Anbindung an das griechische Nationalstraßennetz durch die Straße Ethniki Odos 54, die von Rafina aus nach Westen in Richtung Athen führt. Weitere gut ausgebaute Straßenverbindungen führen nach Artemida (Loutsa) und Nea Makri. In den zukünftigen Ausbauplänen der Autobahn Attiki Odos ist ein Anschluss von Rafina an die Attiki Odos über die Autobahn 64 vorgesehen, welche von Westen her als Imittos-Ring nach Osten in Richtung Rafina verlängert werden soll.
Die Gemeinde Rafina verfügt über Grund- und weiterführende Schulen, Banken, Kirchen und eine Postfiliale. Innerhalb der Kleinstadt existieren mehrere öffentliche Plätze, sogenannte Platies (Einzahl: Platia).

## Söhne und Töchter der Stadt
- Nikolaos Sarganis (1954–2024), Fußballspieler
- Christoforos-Vasilios Koutlis (* 2004), Mittelstreckenläufer